# Otín (Bierge)
Otín ist ein Weiler der spanischen Gemeinde Bierge in der Provinz Huesca der Autonomen Gemeinschaft Aragonien. Otín, das etwa 17 Kilometer (Luftlinie) nördlich von Bierge liegt, ist seit Jahren unbewohnt. Der Ort im Naturpark Parque Natural de la Sierra y Cañones de Guara befindet sich nördlich von Rodellar und ist über die Straße A-1604 zu erreichen. 

## Sehenswürdigkeiten
- Kirche San Juan Bautista, erbaut im 17. Jahrhundert